# Katastrophenbucht
La Katastrophenbucht (en français : « baie de la catastrophe ») est une baie de Suisse faisant partie de la côte septentrionale du lac de Zoug. Elle est bordée par la Vorstadt, à l’ouest de la vieille-ville de Zoug. 

## Étymologie
Le terme se réfère au glissement de terrain sous-lacustre s'étant produit dans la baie et ayant laissé 650 personnes sans abris en 1887 (en allemand: Vorstadtkatastrophe).

## Géographie
Large d'environ 70 m pour 150 m de longueur, la « Katastrophenbucht » se trouve au nord-ouest de la vieille ville de Zoug. En 1998, Maria Bettina Cogliatti a conçu la façade de la baie de 112 mètres de long avec la peinture en champs de couleur Trompe-l'œil. Derrière la baie se trouve le Rigiplatz, dont la conception artistique d'Anton Egloff (1995) rappelle également la catastrophe de 1887.

## Histoire

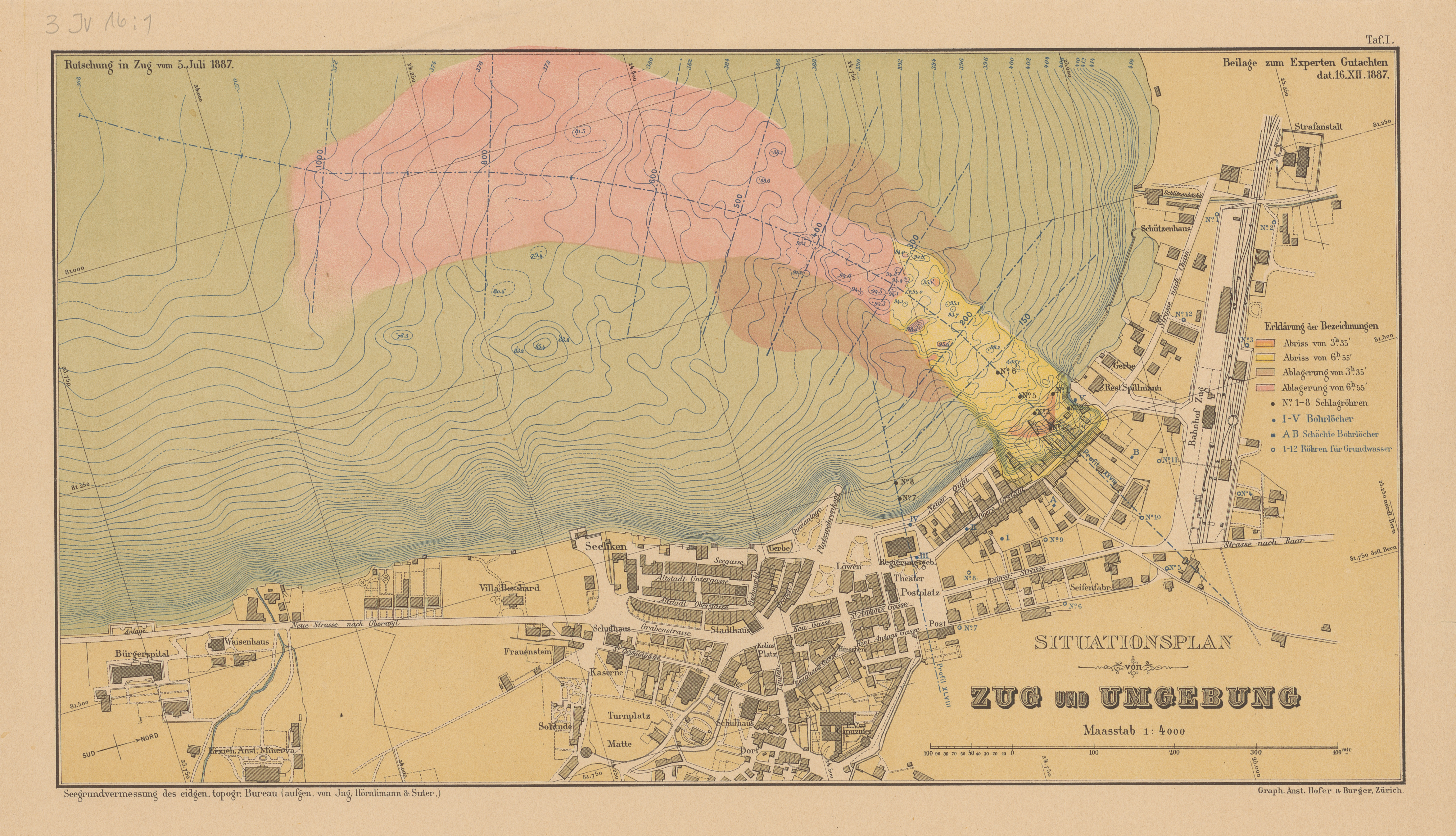
Carte de la Katastrophenbucht en 1887 avec le glissement de terrain s'étendant dans le lac.

La Vorstadtkatastrophe (« catastrophe de la banlieue ») a été un événement au cours duquel, le 5 juillet 1887, les rives du lac de Zoug se sont effondrées dans la ville de Zoug et ont coulé 35 maisons dans le lac. Onze personnes ont été tuées et environ 650 sont restées sans abri. En raison de la catastrophe, la baie a attiré des « touristes de catastrophe » du monde entier.